# 愉群翁回族乡
愉群翁回族乡是中华人民共和国新疆维吾尔自治区伊犁哈萨克自治州伊宁县下辖的一个民族乡。

## 行政区划
愉群翁回族乡下辖以下村级行政区划单位：
愉群翁村、托乎其于孜村、托库孜塔拉村、拜什温村、下拜什温村、买买亚村、伊克温村、斯拉木于孜村、阿勒推村、皇宫村、下皇宫村、新户村、上阿不拉什村、阿不拉什村和下阿不拉什村。